# ميلدريد بيرك
ميلدريد بيرك (بالإنجليزية: Mildred Burke)‏ هي مصارعة محترفة وممثلة أمريكية، ولدت في 5 أغسطس 1915 في كوفيفيل في الولايات المتحدة، وتوفيت في 14 فبراير 1989 في لوس أنجلوس في الولايات المتحدة. من الجوائز التي نالتها قاعة المشاهير وقاعة مشاهير ريسلينغ أوبسيرفر.

## جوائز
- قاعة المشاهير
- قاعة مشاهير ريسلينغ أوبسيرفر

## وصلات خارجية
- ميلدريد بيرك على موقع دبليو دبليو إي (الإنجليزية)
- ميلدريد بيرك على موقع WrestlingData.com (الإنجليزية)
- ميلدريد بيرك على موقع CageMatch worker (الإنجليزية)
- ميلدريد بيرك على موقع قاعدة بيانات المصارعة على الإنترنت (الإنجليزية)
- ميلدريد بيرك على موقع عالم المصارعة على الإنترنت (الإنجليزية)
- ميلدريد بيرك على موقع عالم المصارعة على الإنترنت (الإنجليزية)
- ميلدريد بيرك على موقع IMDb (الإنجليزية)
- ميلدريد بيرك على موقع قاعدة بيانات الفيلم (الإنجليزية)